# Porthos (gebouw)
Porthos is een 101 meter hoog gebouw in Eindhoven, gelegen nabij Winkelcentrum Woensel. Het gebouw is een appartementencomplex en telt 108 appartementen. Het aantal verdiepingen bedraagt 32.
Porthos werd gebouwd tussen de lente van 2004 en 2006. ING Real Estate Development was de ontwikkelaar van het flatgebouw. Dat bedrijf had de opdracht gekregen om Winkelcentrum Woensel te renoveren en uit te breiden. Van de gemeente Eindhoven moest ING woongelegenheid aan het winkelcentrum toevoegen. ING liet onder de naam "De Drie Musketiers" drie woonflats bouwen, waarvan Porthos de hoogste was. Het gebouw rijst ver uit boven het winkelcentrum. Ook werd onder Porthos een parkeergarage gebouwd. Engelman Architecten werd als architect ingeschakeld en daarnaast was Zonneveld Ingenieurs bij de realisatie betrokken. De bouw werd uitgevoerd door Hurks en kostte €24,5 miljoen.
Porthos bestaat uit geprefabriceerde betonnen onderdelen, waardoor het gebouw binnen honderd dagen opgebouwd kon worden. Voordat de geprefabriceerde elementen op hun plaats werden gezet, waren ze voorzien van beglazing en van de leidingen. De buitenlaag van Porthos bestaat uit keramische bakstenen en aluminium. Ook de kozijnen zijn van aluminium. Bovenop Porthos bevindt zich een dakterras dat uitsluitend toegankelijk is voor de bewoners van een van
de penthouses. Alle appartementen zijn koopwoningen die bij oplevering van de woontoren bijna allemaal waren verkocht.
In 2007 won Porthos de Betonprijs in de categorie 'uitvoering'. De jury constateerde: Bouwen in binnenstedelijke gebieden veroorzaakt overlast. Door het ruimtebeslag en de bouwtijd te minimaliseren kan deze uitdaging voor een groot deel worden ingevuld. Door middel van vergaande prefabricage, waarbij leidingen voor riolering, water, elektra en luchtbehandeling zijn opgenomen, kunnen verdiepingen voor woontorens snel wind- en waterdicht worden opgeleverd.
De Admirant · BunkerToren · Eurostaete · Kennedytoren · Lichthoven (The Social Hub) · Lighthouse · Onyx · Porthos · De Regent · Trudo Toren · Vestedatoren